# Homerazzi
Homerazzi, llamado también así en Hispanoamérica y España, es el decimosexto episodio de la decimoctava temporada de la serie de televisión de dibujos animados Los Simpson. Se estrenó el 25 de marzo de 2007 en Estados Unidos, el 2 de septiembre del mismo año en Hispanoamérica y el 10 de agosto de 2008 en España. El episodio fue escrito por J. Stewart Burns y dirigido por Matthew Nastuk. En este episodio, Homer se convierte en paparazzi, ganándose el odio de las celebridades.

## Sinopsis
Es el cumpleaños de Homer Simpson, pero no puede apagar las velas por su mala condición física, al pasar las horas la familia se fue a dormir, pero Homer sigue intentando apagar las velas hasta que se desmaya en el pastel, una vela quema el gorro de Homer activando la alarma de incendio.
Llegan los bomberos y les dicen que para no perder cosas de su propiedad, que compraran una caja fuerte antiincendios. Marge acepta y le dice a la familia que guarde un objeto precioso para la familia. Bart elige a un juguete de Krusty el payaso, Lisa un automóvil de Stacey Malibu, Homer una colonia de Star Wars que uso en la primera cita con Marge y Marge un álbum de fotos de la vida de los Simpson. Al colocar los objetos Bart deja encendido el juguete de Krusty que por accidente prende las luces del auto Malibu y hace que la colonia explote causando que la caja fuerte se destruya. Marge se pone triste porque su álbum de fotos se quemó, Lisa les dice que es muy triste, pero que podrían recrearlas. Al escuchar esto Marge decide recrear las fotos de la familia.
Durante una escena se muestra a Homer, Lisa y Bart celebrando el año 1987, y tienen la apariencia que tenían en los cortos de 1987. Al terminar las fotos, se ve en una foto donde Duffman y Boobarella (Pechugella en España) salen a escondidas cuando Duffman tiene una relación gay estable, Homer lleva la foto a un edificio llamado El Inquisitor de Sprigfield donde el reportero lo felicita y lo contrata como fotógrafo. En su primer trabajo no consigue ninguna foto y va a una lavandería donde fotografía varias personajes famosos, incluso Homer convence a Bart de molestar a Paris Texana para publicarla y provoca a Drederick Tatum a golpearlo. El jefe de Homer lo manda con un helicóptero a fotografiar la boda de Rainier Wolfcastle que se casa a escondidas en las afueras de la ciudad, Homer termina arruinando la boda de las celebridades. Entonces, las celebridades se reúnen para planear la venganza contra Homer y contratan a un fotógrafo para hacer ver a Homer como un mal padre. El plan funciona y Homer decide renunciar el trabajo de fotógrafo y las celebridades realizan una fiesta de victoria. 
Homer triste se queda en la taberna de Moe, pero Lenny y Carl lo convencen para volver a fotografiar y Moe le entrega una cámara a Homer y se dirige a la fiesta. Homer llega a la fiesta y toma varias fotos escandalosas de las celebridades, pero decide no publicarlas con la condición de que traten a las personas normales con respeto porque ellos le hicieron lo que son ahora. El episodio termina con una fiesta en una plataforma acuática donde todos los normales y las celebridades son invitados y Marge le da a Rainier Wolfcastle un guion de una película que ella inventó y escribió. El actor le dice que no toma guiones sin consultarlos, pero lo roba y crea una película millonaria en Springfield.